# Naturschutzgebiet Breiter Hagen (Attendorn)

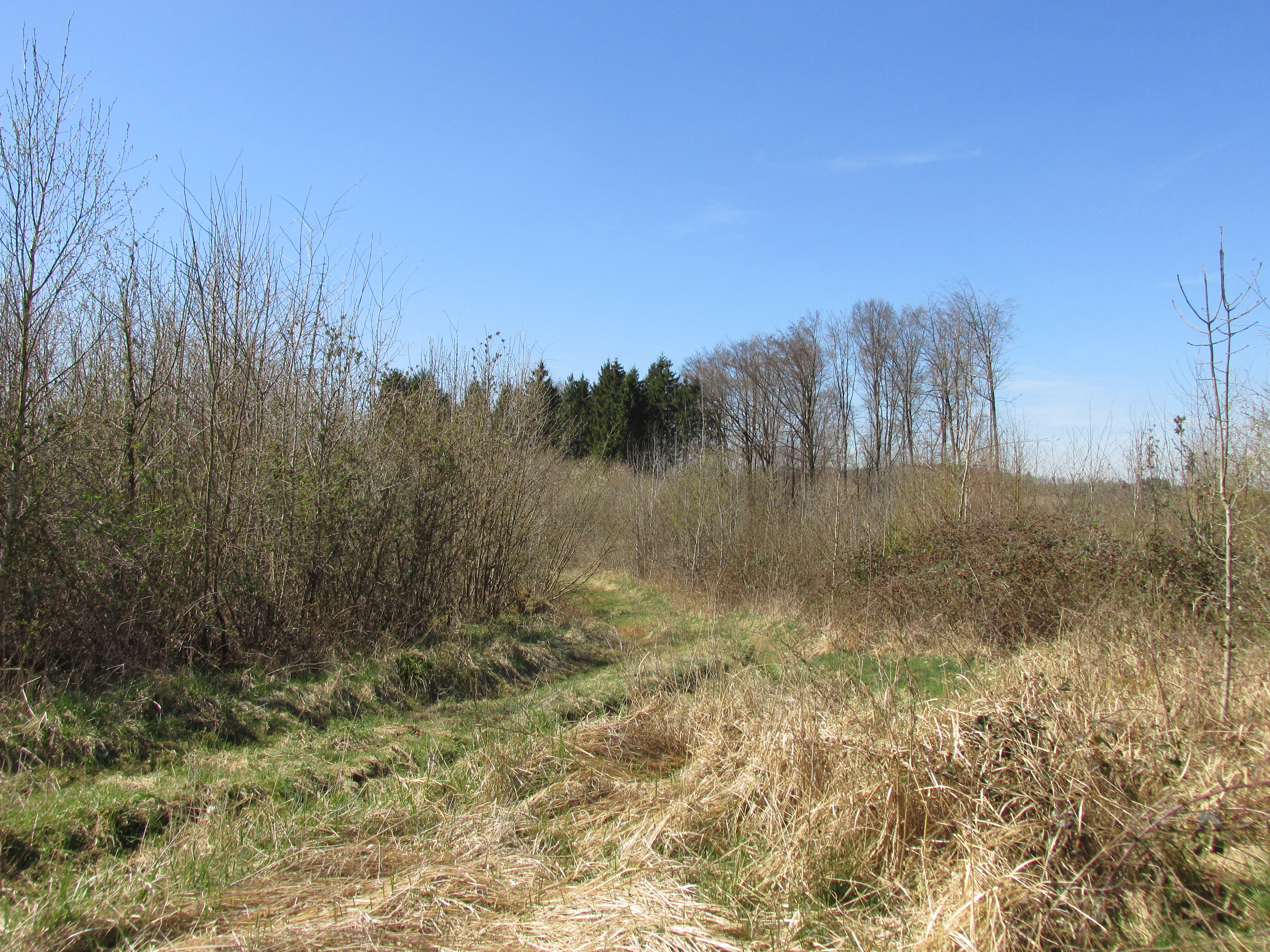
Naturschutzgebiet Breiter Hagen

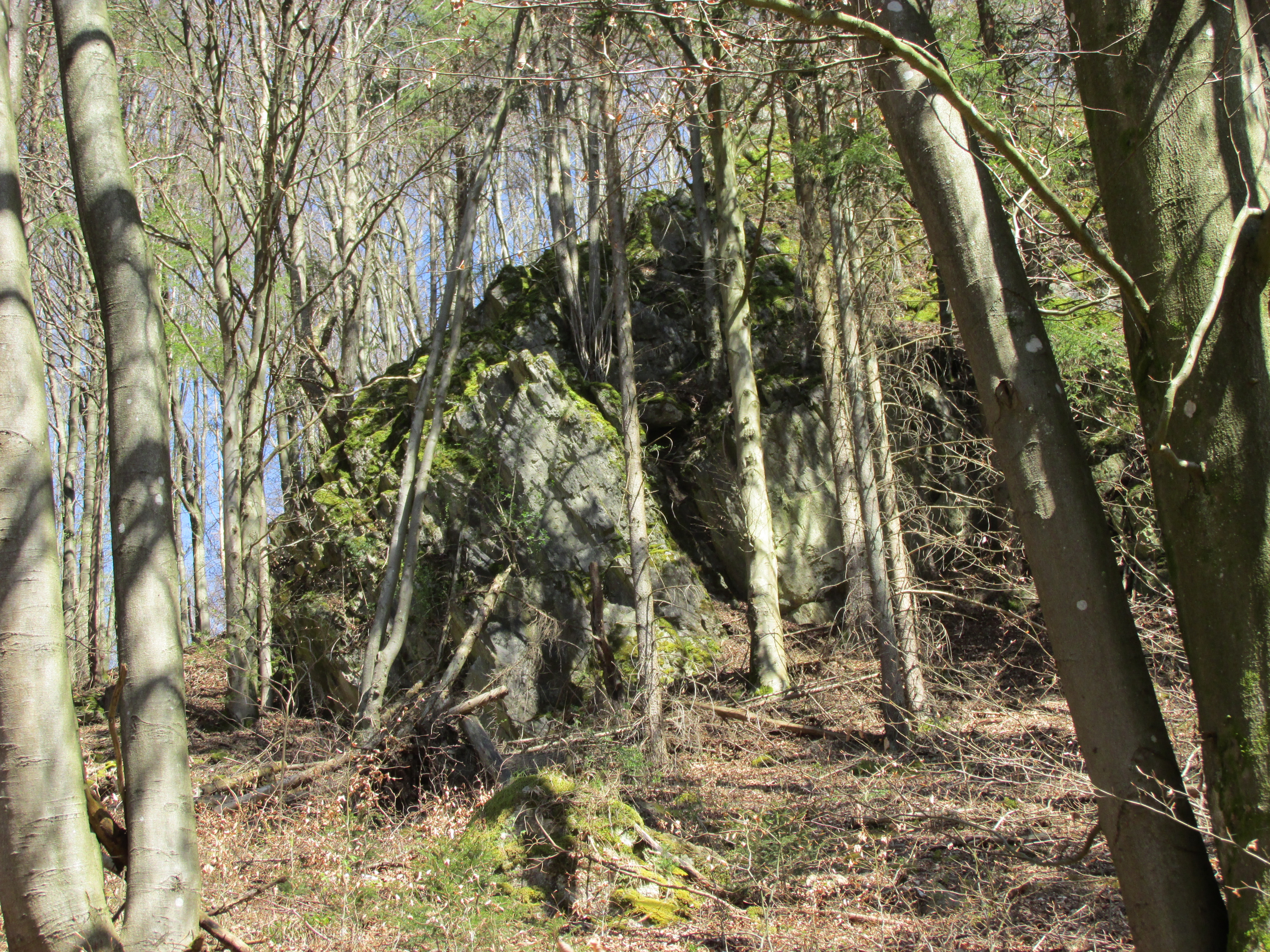
Felsen im NSG

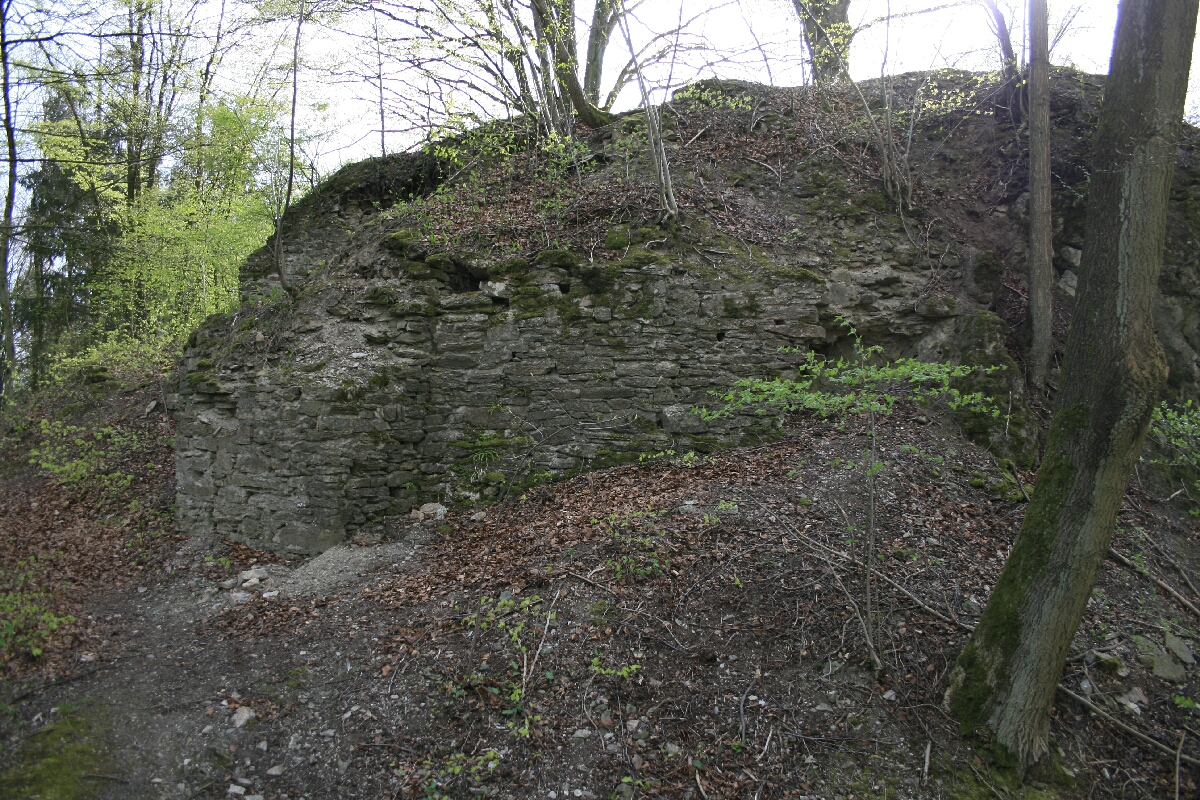
Ruine Burg Borghausen im NSG

Das Naturschutzgebiet Breiter Hagen (Attendorn) ist ein 20,28 ha großes Naturschutzgebiet (NSG) nordöstlich von Röllecken in der Stadt Attendorn. Das Gebiet wurde 1981, 1985 und 2003 von der Bezirksregierung Arnsberg als NSG ausgewiesen. 2006 erfolgte mit dem Landschaftsplan Nr. 3 Attendorn-Heggen-Helden eine erneute NSG-Ausweisung durch den Kreis Olpe. Das NSG ist seit 2004 eine von zehn Teilflächen des Fauna-Flora-Habitat-Gebietes Kalkbuchenwälder, Kalkhalbtrockenrasen und -felsen südlich Finnentrop (DE-4813-301).
An der Ostgrenze des NSG liegt direkt die Ruhr-Sieg-Strecke. Die Südostgrenze des NSG ist gleichzeitig die Grenze der Stadt Attendorn mit der Stadt Lennestadt. Auf Lennestädter Stadtgebiet schließt sich direkt das Naturschutzgebiet Breiter Hagen (Lennestadt) an. Auf seinem nordwestlichen Spornzug befindet sich die Burg Borghausen, nördlich wird es von der Lenneaue begrenzt.

## Beschreibung
Beim NSG handelt es sich hauptsächlich um ein Waldgebiet mit Waldmeister- und Orchideen-Rotbuchenwald. Es liegt auf einer Höhe von 250 bis 310 m ü. NN und besitzt viele gehölzfreie Felsen. Auf Blockschutthalden sind Schluchtwald und Hangmischwälder vorhanden. Ferner befinden sich im Wald Bereiche mit Eichenwald, Eichen-Hainbuchen-Niederwald und Mittelwald. Kleinflächig ist Kalkmagerrasen vorhanden.

## Schutzzweck
Das NSG soll überregional bedeutsame Lebensräume und Lebensstätten seltener und gefährdeter sowie landschaftsraumtypischer Tier- und Pflanzenarten schützen. Wie bei allen Naturschutzgebieten in Deutschland wurde in der Schutzausweisung darauf hingewiesen, dass das Gebiet „wegen der Seltenheit, besonderen Eigenart und Schönheit des Gebietes“ zum Naturschutzgebiet erklärt wurde.